# كأس العالم للرغبي 2027
كأس العالم للرغبي 2027 ستكون النسخة ال11 من بطولة كأس العالم للرجبي، ستقام في أستراليا في الفترة من سبتمبر حتى أكتوبر 2027.